# Miliješ
Miliješ (Servisch cyrillisch Миљеш) is een plaats in de Servische gemeente Priboj. De plaats telt 644 inwoners (2002).